# Великий Вільнюський сейм
54°41′14″ пн. ш. 25°16′48″ сх. д. / 54.6872° пн. ш. 25.28° сх. д.

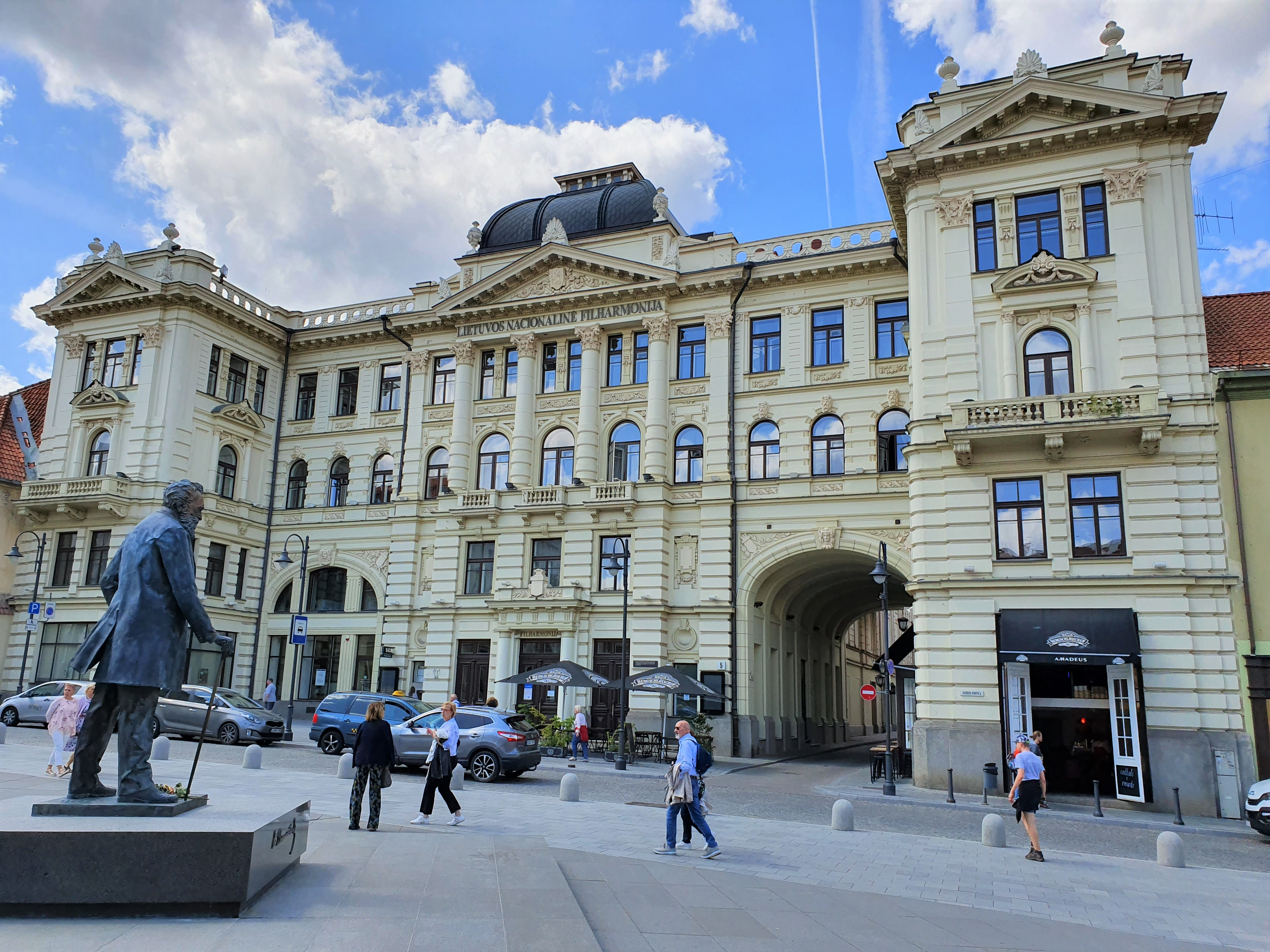
Будівля Міської зали (Національна філармонія)

Великий Вільнюський сейм (лит. Didysis Vilniaus Seimas) — Литовський з'їзд (з'їзд литовців) у Вільно, що відбувався 4—5 грудня 1905 року й ознаменував важливий етап литовського національного руху.

## Підготовка
Литовський з'їзд готувався та проводився за умов зростання національних рухів і Революції 1905 року в Росії. Ідея з'їзду, що мав сприяти політичній консолідації литовського народу, народилась у литовських гуртках Вільна. Обраний організаційний комітет ухвалив «Заклик до литовської нації» (лит. «Atsišaukimą į lietuvių tautą»), в якому сформулював політичну програму з'їзду й закликав відрядити на нього представників від кожної волості та парафії. З'їзд отримав назву «Литовського сейму» або ж «Вільнюського сейму».
5 (18) листопада 1905 року організаційний комітет затвердив меморандум голові Ради міністрів Росії графу Сергію Вітте з вимогами автономії Литви. Меморандум було зареєстровано 9 (22) листопада 1905 року в канцелярії Ради міністрів.

## Робота
З'їзд працював 21—22 листопада (4—5 грудня) 1905 року в Міській залі у Вільні (нині Національна філармонія Литви) на Гостробрамській вулиці, 5 (нині вулиця Аушрос варту 5). В його роботі взяли участь близько 2 тисяч литовців з Латвії, Литви, Польщі, Росії й України. Переважно то були селяни, але також брали участь священники, поміщики, представники інтелігенції.
Головою з'їзду був один з його ініціаторів й організаторів Йонас Басанавічюс. Було ухвалено резолюцію з вимогою надання Литві в її етнографічних межах політичну автономію з сеймом (представницьким органом) у Вільні, що обирався б демократично (загальними, рівними, прямими й таємними виборами, з правом голосу незалежно від статі, національності та віросповідання). Підкреслювалась необхідність об'єднання всіх політичних сил Литви та співробітництва з іншими національними рухами. З'їзд також підкреслив важливість пропаганди національної просвіти й литовської мови. Було ухвалено резолюцію про вжиток литовської мови в костелах Віленського єпископату.

## Значення

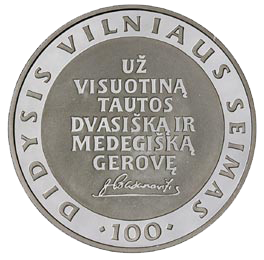
Пам'ятна монета 50 литів до 100-річчя Великого Вільнюського сейму (2005)

Російська влада пішла на певні поступки в галузі шкільної освіти. Деяких активних виконавців рішень з'їзду, які почали ігнорувати органи влади й російські закони, репресували (ув'язнили чи заслали) або ж вони були змушені емігрувати.
Великий Вільнюський сейм розцінюється як перший важливий епізод у формуванні сучасної литовської нації, її національно-державному розвитку, в русі до відновлення литовської державності. Вважається головною подією литовської історії після повстання 1863 року.

## Пам'ять
До 100-річчя Великого Вільнюського сейму 2005 року було випущено монету номіналом 50 литів. Автор графічного проєкту монети — художник Альбертас Гурскас, автор гіпсових моделей — художник Ритас Йонас Белявичюс.